# Tseng Chun-Hsin
Tseng Chun-Hsin (kinesisk: 曾俊欣, født 8. august 2001 i Taipei, Taiwan) er en professionel tennisspiller fra Taiwan.